# Ivanka pri Dunaji
Ivanka pri Dunaji (in ungherese Pozsonyivánka) è un comune della Slovacchia facente parte del distretto di Senec, nella regione di Bratislava.